# 紀元前270年
紀元前270年（きげんぜん270ねん）は、ユリウス暦以前のローマ暦を用いていた年である。
ガイウス・ゲヌキウス・クレプシナとグナエウス・コルネリウス・ブラシオがローマの執政官であった（ローマ建国紀元484年にあたる）。西暦の紀年法がヨーロッパで普及した中世前期以降、この年は紀元前270年と表記されるようになった。

## 他の紀年法
- 干支 : 辛卯
- 日本
  - 皇紀391年
  - 孝霊天皇21年
- 中国
  - 周 - 赧王45年
  - 秦 - 昭襄王37年
  - 楚 - 頃襄王29年
  - 斉 - 襄王14年
  - 燕 - 武成王2年
  - 趙 - 恵文王29年
  - 魏 - 安釐王7年
  - 韓 - 桓恵王3年
- 朝鮮 :
- ベトナム :
- 仏滅紀元 : 277年
- ユダヤ暦 :

## できごと

### 共和政ローマ
- ローマのイタリアの征服は、レッジョ・ディ・カラブリアをマメルティニから奪還し、ブルトン人やルカニア人やカラブリア人、サムニウム人を打ち負かす事により達成された。レギウムの街は、ローマからギリシャ人住民に返還された。

### カルタゴ
- カルタゴは、サルデーニャやスペイン南部やヌミディアを既に支配下に置き、二人のショペート（Shophet、執政官）のもと、商人の寡頭制によって統治された。カルタゴの軍司令官は強力だったが、(スペイン人を含む)傭兵に兵力を依存した。

### 中国
- 秦は趙を攻撃し、閼与を包囲した。趙の恵文王は趙奢を大将とし、大いに秦軍を破り、趙奢を馬服君に封じた。
- 秦の魏冄が客卿の竈に昭襄王へと言上させ、斉を攻めさせると、剛や寿の地を奪って、自らの領地の陶邑を広げた。
- 魏の范雎が宰相の魏斉に鞭打たれて秦に亡命し、昭襄王に遠交近攻を説いた。

## 誕生
- ハミルカル・バルカ、カルタゴの将軍（+ 紀元前228年）

## 死去
- エピクロス、古代ギリシアの哲学者、エピクロス派の祖（* 紀元前341年）
- マルクス・ウァレリウス・コルウス、共和政ローマの伝説的英雄（* 紀元前370年）
- マニウス・クリウス・デンタトゥス、共和政ローマの執政官、サムニウム戦争を終結させたプレブス出身の英雄（* 紀元前330年）